# Mahra (tribu)
Els mahra són una tribu del sud d'Aràbia, majoritàriament a l'extrem oriental del Iemen a l'est d'Hadramaut i a Socotra, i alguns a la part occidental d'Oman (al Zufar i illa de Masira). El seu país l'anomenen Rahbet dha-mahre.

## Població
El seu nombre estava fixat pels britànics a la II Guerra Mundial en uns 50.000. El 1983 al cens del Iemen del Sud, la muhafaza VI (governació VI) tenia 60.000 habitants, i encara que una part eren emigrants del Hadramaut, també hi havia membres del grup mahra que havien emigrat a altres llocs; a més cal comptar els mahra d'Oman el que situaria doncs la seva població en almenys 50.000 i probablement més.

## Característiques
Són sedentaris a la costa i queden encara beduïns a l'interior. Fins al 1967 van gaudir d'autonomia i eren considerats un poble a part i no una tribu, ja que tenien la seva pròpia llengua, el mahri, que no comprenen els pobles veïns. Els membres de la tribu o nació mahra s'anomenen mehrí o mahrí (en plural mahré o mehré) i en femeni mehriyut (plural mehreyten).

## Etimologia
És desconeguda però s'han proposat derivació de mahr (dot) o mahir (en àrab hàbil, experimentat).

## Subdivisions
Estan dividits en faccions de les que a finals del segle XX subsistien ls següents:
- Bayt Kalshat
- Bayt Samudat
- Bayt Thuwar
- Bayt Zabanar
- Bayt Harawiz
- Bayt Ziyad
- Bayt Barafit
- Bayt Kamsit
- Bayt Balhaf

El seu ancestre fou Mahra ibn Haydan ibn Amr ibn al-Haf. Això indicaria un origen al port de Bal Haf, a l'est de Bir Ali. Si es remunta una mica més el nom seria Mahra ibn Haydan ibn Amr ibn al-Haf ibn Kudaa ibn Malik ibn Himyar ibn Kahtan.

## Descripció i costums
Són de talla alta, de pell marron, i pel negre; es pensa que podrien estar emparentats als vedes de l'Índia. Fins a la pubertat els nois porten el pel dels costats tallats deixant només un tupè al centre; la circumcisió es fa als 12 anys i després es poden casar i es deixen créixer el cabell. Els sedentaris porten una tela al cos de color blau fosc (índigo) i una faldilla; els beduïns en canvi només porten la tela llarga que per un extrem carreguen a l'esquena. Els nois porten amulets i collars i els homes un cinturó de cuiro decorat i a vegades brodat amb perles. A vegades porten un anell a l'orella dreta i un braçalet sota el colze dret. Sovint es tatuen. Els homes porten un punyal corb més de decoració que no com arma (quan anaven armats portaven fusell i cartutxera i antigament llança i bastó acabat en punta. les dones porten trenes i no utilitzen vel; les seves robes són tanmateix en general de color índigo i porten diversos objectes de plata al front, orelles, nas, braços i mans, i al coll un amulet de cuiro, plata o or.
Habitaven tradicionalment en coves encara que avui dia molts viuen en cases. Els beduïns no coneixien l'agricultura ni el cultiu de les palmeres però els sedentaris practiquen ambdues coses a la vora del wadi Masila. Els beduïns es dediquen a la cria i cura dels camells i les cabres, dels que obtenen carn i llet. A la costa es pesca un petit peix semblant a la sardina del qual mengen i donen a menjar al bestiar. Els camells dels mahra són considerats especialment bons i són citats des de temps del Profeta; foren apreciats pels califes i elogiats pels poetes; es van estendre cap a l'Àfrica del nord on el nom mahri va donar el francès mehari del que deriva "mehariste" (soldat montat a camell) i méharée (excursió amb camell). Els camells s'utilitzen també en les caravanes dels mahra i en el transport de pelegrins. Tradicionalment els mahra, en els anys dolents, es dedicaven a la recollida d'encens i resina a Zufar, que se'ls deixaven a canvi de la meitat de la collita; a la costa es dediquen generalment a la pesca, al comerç o a la navegació. Modernament alguns han emigrat a Oman i als Emirats Àrabs Units per treballar a la indústria del petroli.
Supersticiosos, tenen diversos llocs sagrats i juren sobre aquestes tombes, per provar la seva innocència per exemple. Les tombes principals són les de Ben Ali a Mirbay, del xeic Afif a Taka i de Ben Aribat a Raysut. Utiliten mètodes màgics contra els dimonis o djinns i contra el mal d'ull. No tenen nom per Al·là i l'anomenen bali (monsenyor); es van fer musulmans però a la mort del Profeta van participar en la ridda, però forten sotmesos pel general Ikrima, al servei d'Abu Bakr, i van tornar a l'islam; en general foren kharigites i ibadites i encara ho resten.